# 宮原獅子舞

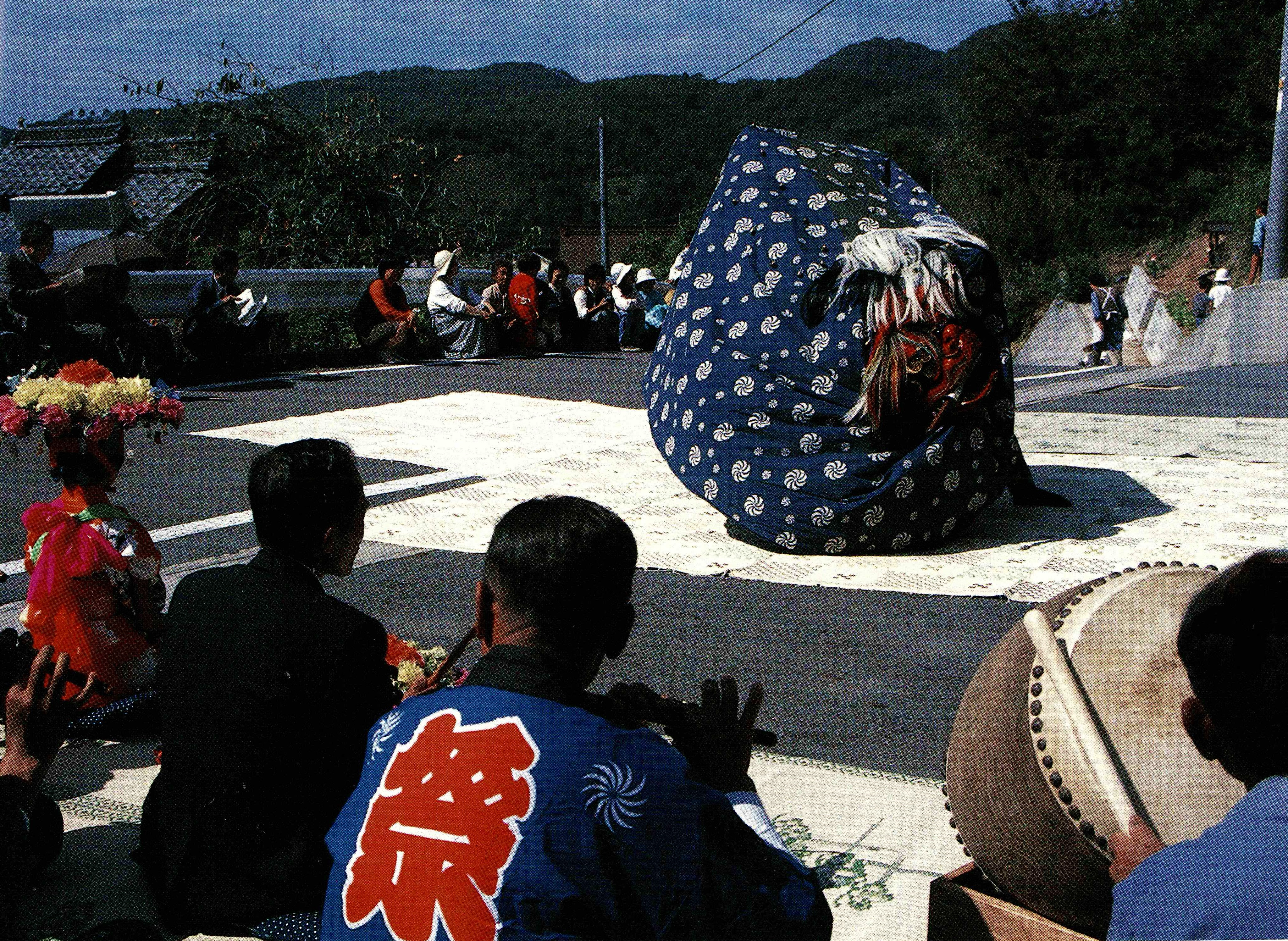
天曳神社宮原獅子舞

宮原獅子舞（みやはらししまい）とは、岡山県美作市（旧英田郡作東町）にある天曳神社の獅子舞である。

## 概要
宮原獅子舞の演じられる里は、岡山県の東北部兵庫県と境を接した農村集落である。この地方は古くから、大和文化と出雲文化の交わるところで、伊勢の獅子舞と備中神楽の接点にもなっている。
獅子舞が奉納される天曳神社は、天平10年（西暦738年）の創建といわれ、旧吉野郷（現岡山県美作市吉野地区）の総社で、猿田彦命を祀っている。
この地方は、古くから播州（兵庫県西播地域）と交流が深く、生活・文化に影響を受けてきた。獅子舞は、約300年前（江戸元禄年間、西暦1700年頃）に播州赤穂（兵庫県赤穂市近郊）より伝わったと云われている。獅子舞の舞の中にも「赤穂八州」「赤穂洞」と呼ばれるものがあり、そのつながりを表している。
獅子舞は、毎年、氏子の若衆により旧暦の八朔（新暦の8月下旬）から練習を始め、10月に行われる天曳神社秋季大祭（秋祭り）に奉納されてきた。奉納演舞は宵宮、本宮、後宮と3回行われ、それぞれ夜、神社境内、昼、五名の御旅所、夕方、神社境内で各1回舞ってきた。
明治期になり、神社統合（合祀）があり、天曳神社では秋祭りに、宮原部落、五名部落、金子部落の3部落の氏子が毎年交替で、華やかに獅子舞を競っていた。ところが、第二次大戦後の昭和30年代、若者の流出、娯楽の多様化という社会変化に伴い、最後まで奉納していた宮原部落も昭和33年を最後に獅子舞を中断してしまった。
地域起こしの機運が高まった昭和55年に宮原部落70戸の総意の元、獅子舞保存会が結成され、この年の秋祭りに獅子舞の奉納演舞を復活させ、以後、途切れることなく現在に至っている。
この間、昭和61年には岡山県重要無形民俗文化財の指定を受け、また、平成7年には練習・上演場所として宮原獅子舞伝承館が新築された。
瀬戸大橋博、神戸ポートピア博、中国四国ブロック民俗芸能大会、平成5年には、インドネシアで行われた「バリ国際アートフェスティバル」に招待されるなど、全国各地で行われるイベントにも参加している。
獅子舞の構成は、伊勢笛（六穴、六調子の篠笛）、太鼓の囃子方と雄獅子一頭。脇役として、鼻高（天狗）、お多福、奴（ひょっとこ）、踊り子（稚児）からなっています。舞は多彩で、18演目あり、時間にして約2時間半を要す。
神楽、道引の神事舞にはじまり、悪魔切りで儀式舞を終え、余興舞へと進み、獅子は野山に遊び、餌を探し、美女と戯れ、奴とふざけ、疲れて眠り、最後に無理矢理起こされて乱舞し、幕となる。途中の舞では鼻高、お多福、踊り子が登場し、軽妙、可憐な仕草で舞を盛り上げる。
獅子舞の特徴としては、18種の演目の多さと、物語性、娯楽性があり、また、獅子も胴幕の中に三人入り、より獅子の動きを大きくリアルに見せている。また、大人の肩の上に子どもが上がり舞う、次獅子（継獅子）も珍しく、これはかつては大人が大人を肩に上げ、芸を披露していたものの名残である。

## 獅子舞演目（18題）
1. 神楽
2. 道引
3. 悪魔切
4. 八州（屋島、八島）
5. 赤穂八州
6. 洞（ホラ）
7. 赤穂洞
8. 伊勢節
9. 練（錬、ねり）
10. 新獅子
11. 新々獅子
12. 吉野
13. 餌拾（エヒライ）前
14. 餌拾中
15. 餌拾後
16. 次獅子（継ぎ獅子）
17. 祇園囃子
17-2.サッサイ
18. 荒獅子

楽曲（笛）：23曲（合い笛3，サッサイ1，宮巡り1）

## その他
- 岡山県公報 第8719号
- 指定番号 民第38号
- 種別 県指定重要無形民俗文化財
- 名称 天曳神社宮原獅子舞
- 場所等 英田郡作東町宮原1044番地4 天曳神社
- 説明 獅子舞の盛んな美作東部のうちでも代表的な獅子舞の一つである。